# Hans Schmaus
Hans Schmaus (Monaco di Baviera, 22 maggio 1862 – Monaco di Baviera, 4 dicembre 1905) è stato un patologo tedesco.

## Biografia
Nel 1887 conseguì il dottorato presso l'Università di Monaco, dove trascorse gli anni successivi come assistente di Otto Bollinger presso l'istituto di patologia. Nel 1889 prese la sua abilitazione in patologia, diventando professore associato presso Monaco di Baviera nel 1899.
A Monaco di Baviera, eseguì degli studi che coinvolgono l'anatomia patologica del midollo spinale, e fece una  ricerca sulla degenerazione della ialina e necrosi caseosa. Con il patologo Eugen Albrecht, condusse degli studi di necrosi coagulativa.

## Opere principali
Fu autore di Grundriss der pathologischen Anatomie, un libro che è stato pubblicato in diverse edizioni e pubblicato in inglese come "A Text-book of Pathology and Pathological Anatomy", (traduzione di James Ewing, Lea & Company, 1902).
Altri opere notevoli di Schmaus sono:
- Zur Kenntniss der diffuser Hirnsklerose, 1888.
- Die Kompressions-Myelitis bei Karies der Wirbelsäule, 1890.
- Beiträge zur pathologischen Anatomie der Rückenmarkserschütterung, 1890.
- Über den Ausgang der cyanotischen Induration der Niere in Granularatrophie, 1893.
- Zur Frage der Coagulations nekrose (con Eugen Albrecht), 1899 - On coagulative necrosis.[3]